# Itsuki
Itsuki (五木村?, Itsuki-mura) è un villaggio giapponese della prefettura di Kumamoto.